# Bus Urbà de Cardedeu
El BUC o Bus Urbà de Cardedeu és un servei d'autobús gestionat per l'empresa Sagalés que consta de 25 parades.
El servei té un horari regular que cobreix les necessitats de transport escolar i que té com a punt de sortida inicial l'estació de trens de Rodalies de Catalunya. Les rutes cobreixen tots els barris del municipi, amb parades a la majoria d'equipaments com el pavelló municipal, la biblioteca i la piscina, a més de cobrir altres zones d'afluència com el Polígon Sud.

Els autobusos passen cada 30 minuts, des de les 6.20h fins a les 21.50 h, per les 25 parades que hi ha repartides per tot el municipi. El BUC està integrat a l'Àrea de Transport Metropolità de Barcelona i disposa d'una targeta de preu especial per les persones majors de 65 anys. Les targetes integrades es poden adquirir als estancs o a la pròpia Estació de Cardedeu.
1. ↑  Diari DIgital del Vallès Oriental